# Ливингстон, Соня
Соня Ливингстон (Sonia Livingstone; род. 30 апреля 1960) — британский учёный. Доктор философии, профессор Лондонской школы экономики, член Британской академии (2018). Специалист по правам детей в эпоху цифровых технологий. Отмечена Erasmus Medal (2019).
OBE (2014).
Начинала как социальный психолог, примерно с 1995 года переключилась на свою донынешнюю сферу исследований.
С 1993 лектор, с 1997 старший лектор, с 1999 фул-профессор Лондонской школы экономики.
Член Датской королевской академии наук (2007) и Academia Europaea (2016). Почётный доктор. В 2007—2008 гг. президент International Communication Association.
Опубликовала 20 книг. Автор книги «Parenting for a Digital Future: How hopes and fears about technology shape children’s lives» (Oxford University Press). Другие книги:
- Children and the Internet: Great Expectations, Challenging Realities (Polity Press, 2009)
- Harm and Offence in Media Content: A Review of the Empirical Literature (Intellect, 2009)
- Media Regulation: Governance and the Interests of Citizens and Consumers (Sage Books, 2012)
- Children, Risk and Safety Online: Research and Policy Challenges in Comparative Perspective (Policy Press, 2012)
- Digital Technologies in the Lives of Young People (Routledge, 2014)
- The class: Living and learning in the digital age (NYU Press, 2016)